# József Kardos
József Kardos (ur. 29 marca 1960 w Nagybátony, zm. 28 lipca 2022) – piłkarz węgierski grający na pozycji środkowego obrońcy lub defensywnego pomocnika.

## Kariera klubowa
Karierę piłkarską Kardos rozpoczął rodzinnym w Nagybátony. W 1978 roku odszedł do Salgótarjáni BTC, w którym grał przez rok. W 1978 roku odszedł do klubu Újpest FC i zadebiutował w jego barwach w pierwszej lidze węgierskiej. Przez lata był podstawowym zawodnikiem tego klubu. Swój pierwszy sukces osiągnął w sezonie 1979/1980, gdy wywalczył wicemistrzostwo Węgier. W latach 1982 i 1983 zdobywał Puchar Węgier. Z kolei w 1987 roku wywalczył z Újpestem dublet. W barwach Újpestu rozegrał 228 meczów i strzelił 37 goli. W 1983 roku został uznany Piłkarzem Roku na Węgrzech.
Latem 1987 roku Kardos odszedł do Vasasu Budapeszt. Na początku 1989 roku został piłkarzem greckiego Apollonu Kalamaria. Grał w nim przez pół roku i latem wrócił na Węgry. Został piłkarzem Dunakeszi VSE. W pierwszej połowie 1990 roku grał w Váci Izzó MTE, w barwach którego zakończył karierę.

## Kariera reprezentacyjna
W reprezentacji Węgier Kardos zadebiutował 8 października 1980 roku w przegranym 1:3 towarzyskim spotkaniu z Austrią. W 1986 roku był w kadrze Węgier powołanej przez Györgya Mezeya na mistrzostwa świata w Meksyku. Na tym turnieju wystąpił w 3 meczach: ze Związkiem Radzieckim (0:6), z Kanadą (2:0) i z Francją (0:3). Od 1980 do 1987 roku rozegrał w reprezentacji narodowej 33 meczów i strzelił 3 gole.